# Valérie Neim
Valérie Neim est une femme d’affaires camerounaise. Elle est la fondatrice et directrice générale de Brazza Transactions, une société spécialisée dans la gestion de fortune et de patrimoine.

## Biographie

### Enfance et éducation
Après ses études primaires et secondaires au Cameroun, Valérie Neim va poursuivre son cursus en Angleterre où elle obtient une licence en gestion et business management à la South Bank University de Londres. Deux ans plus tard, elle obtient son master en management information system avant de travailler Pour le concepteur Siemens. Elle part ensuite étudier à Oxford Brooke University d’où elle ressort avec un MBA en entrepreneuriat.

#### Carrière
Après ses études Valérie Neim travaille pour Foodie and Ciment une entreprise située au japon, puis  pour Deutsh TNT logistics et enfin pour la banque espagnole Santander. De retour au Cameroun, elle fait la rencontre du banquier Jean-Luc Konan fraîchement nommé directeur de la banque UBA Afrique, qui la nomme à son tour Directrice des Grands Comptes au Nigeria et au Gabon à la suite de leur entretien.
Par la suite, elle est chargée de gérer les finances des ministres, des décideurs et ambassadeurs jusqu’en 2009. En septembre 2011, elle prend les rênes  de l’entreprise familiale CCPC FINANCE (Crédit coopératif participatif du Cameroun) en tant que Directrice Générale. Elle décide de recruter majoritairement des femmes qui constituent en 2017, 90% de son personnel. En 5 ans elle réussit à développer l'entreprise; le capital passe de 100 millions à 1 milliard de FCFA et le personnel de 30 à 150 salariés permanents et une cinquantaine de temporaires.
En 2019, Valérie Neim  fonde Brazza transactions, la première firme au Cameroun spécialisée dans la gestion de patrimoine des HNWI ( high net worth individuals) dont le but est d’accompagner les Africains fortunés dans la diversification de leurs investissements.
Elle est également fondatrice depuis 2021 de Invictae,, le premier club d’impact féminin des championnes d’industrie africaine qui a pour vocation de libérer le plein potentiel de ces capitaines d’industries made in Africa Grace a l’intelligence collective, philanthrope, elle est conférencière international.